# NGC 2304
NGC 2304 est un amas ouvert,, situé dans la constellation des Gémeaux. Il a été découvert par l'astronome germano-britannique William Herschel en 1783.
NGC 2304 est à environ 3 991 pc (∼13 000 al) du système solaire et les dernières estimations donnent un âge de 794 millions d'années. La taille apparente de l'amas est de 3,0 minutes d'arc, ce qui, compte tenu de la distance, donne une taille réelle maximale d'environ 11 années-lumière.
Selon la classification des amas ouverts de Robert Trumpler, cet amas renferme moins de 50 étoiles (lettre p) dont la concentration est moyenne (II) et dont les magnitudes se répartissent sur un petit intervalle (le chiffre 1).